# Gulnara Baatyrowa
Gulnara Marischowna Baatyrowa (kirgisisch Гулнара Маришовна Баатырова; * 29. Oktober 1963) ist eine kirgisische Politikerin.

## Leben
1986 schloss sie ihr Studium erfolgreich am kirgisischen Staatlichen medizinischen Institut ab. Danach arbeitete sie zunächst als Assistenzärztin am Klinikum Kara-Suu, stieg aber recht schnell zur Chefärztin auf. Ab 2001 war sie 12 Jahre lang Direktorin des Zentrums für Familienmedizin des Rajons Kara-Suu, ehe sie 9 Jahre lang der medizinischem Akkreditierungskommission der kirgisischen Republik vorsaß. 2022 wurde sie schließlich per Dekret zur Gesundheitsministerin der kirgisischen Republik als Teil des Kabinetts Sadyr Dschaparow befördert. Damit ist sie die einzige Frau im Kabinett Dschaparow.
Baatyrowa ist verheiratet und hat zwei Kinder sowie Enkelkinder.